# Ambadagatti, Sampgaon
Ambadagatti là một làng thuộc tehsil Sampgaon, huyện Belgaum, bang Karnataka, Ấn Độ.